# Centaurea calabra
Centaurea calabra — вид квіткових рослин айстрових (Asteraceae). Ендемік Італії.

## Біоморфологічна характеристика
Рослина багаторічна, зеленувата, 40–110 см заввишки. Стебла прямі або висхідні, рідко шерстисті, розгалужені у верхній половині. Прикореневі листки перистороздільні, 10–18 см; стеблові листки верхівково майже цільні, більш-менш лінійні. Квіткова голова яйцювата, поодинока на кінці гілок, 15–18 × 10–14 мм. Квітки пурпурні. Ципсела субциліндрична, сіро-бурувата, злегка ребристої форми, до 4.5 мм завдовжки; папус короткий.
Період цвітіння: травень. Період плодіння червень і липень.

## Середовище
C. calabra зустрічається в обмеженій зоні поблизу Іонічного узбережжя Калабрії (Південна Італія) в діапазоні висот 140–710 м над рівнем моря. На відміну від навколишньої території, де в основному переважають кислі породи (переважно граніт і гнейс), територія, де зустрічається новий таксон, характеризується значною частотою осадових порід, найпоширенішою з яких є полігенний конгломерат. Ця гірська порода, утворена неоднорідними за розміром уламками кислих порід, щільно зцементованими вапняком, часто розривається розломами, утворюючи своєрідну геоморфологію, що характеризується скелями, стінами та каньйонами. Конгломератне скелясте середовище (або аналог антропного походження, наприклад укоси доріг) є улюбленим місцем проживання C. calabra.

## Етимологія
Епітет стосується до регіону Калабрія, найпівденнішого регіону Італійського півострова.